# Rubria
|  | Per a altres significats, vegeu «Rúbria». |

La lex Rubria va ser una llei romana de l'any 43 aC per la que la Gàl·lia Cisalpina deixava de ser província romana per ser part d'Itàlia. Una llei complementària de nom desconegut establia també l'administració de justícia en la nova forma, de la qual una part es conserva en una tauleta de bronze trobada a Parma, i que esmenta aquesta lex Rubria que per alguns era la que establia la supressió de la província i per altres només convertia Mutina en prefectura. Una altra llei anomenada Rubria o Rubrica que formava part de les lleis frumentàries, es menciona un segle enrere.